# バナディール・スタジアム
バナディール・スタジアム（Banadir Stadium）は、ソマリアの首都モガディシュにあるスタジアム。現在は主にサッカーの試合に使用されている。イタリアの信託統治領であった1956年に、イタリアの国内オリンピック委員会によって建設された。2009年、FIFAのWin in Africa with Africa計画によって改修された。